# Конюга
Конюга (Aethia) — рід невеликих (85-300 г) птахів родини алькових, ендеміків північних частин Тихого океану, Берингового моря і моря Охотських.

## Систематика та еволюція
Рід конюга зустрічається лише на півночі Тихого океану та прилеглих водах, переважно це регіон Берингового моря. Молекулярні дослідження взаємовідносин між конюгами ще не проводились, однак досліджено, що рід конюги має зв'язок із видом Ptychoramphus aleuticus з одного боку і з родом  Fratercula, яких включає в себе тупиків і тупиків-носороків з іншого боку.
Термін рід конюга не використовувався широко до 1960-х років. Спочатку конюг відносили до роду гагарок, але згодом рознесли по родах Simorhynchus, Phaleris and Cyclorhynchus.

### Викопні залишки
Перший викопний птах, який безперечно був з родини алькових датується середнім міоценом (15 мільйонів років тому). Перший вид з роду конюг датується пізнім міоценом (8-13 мільйонів років тому), чотири сучасних види ймовірно швидко розселилися приблизно 5 мільйонів років тому.

### Види
Існує чотири види конюг:
- Конюга-крихітка (Aethia pusilla)
- Конюга велика (Aethia cristatella)
- Конюга мала (Aethia pygmaea)
- Конюга білочерева (Aethia psittacula)

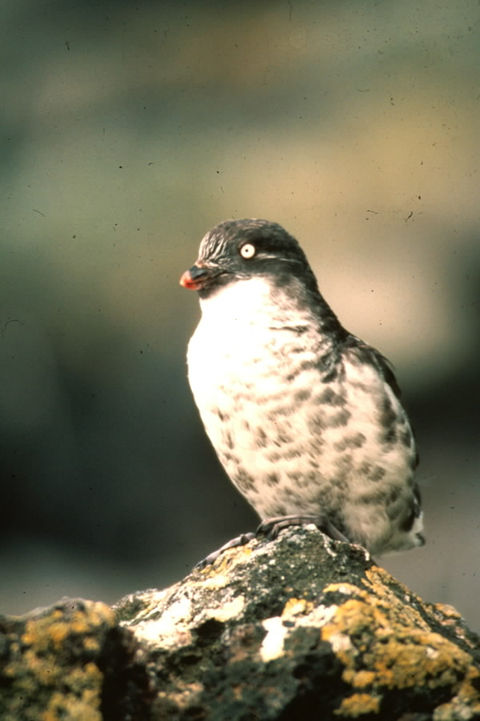
Конюга-крихітка (Aethia pusilla)
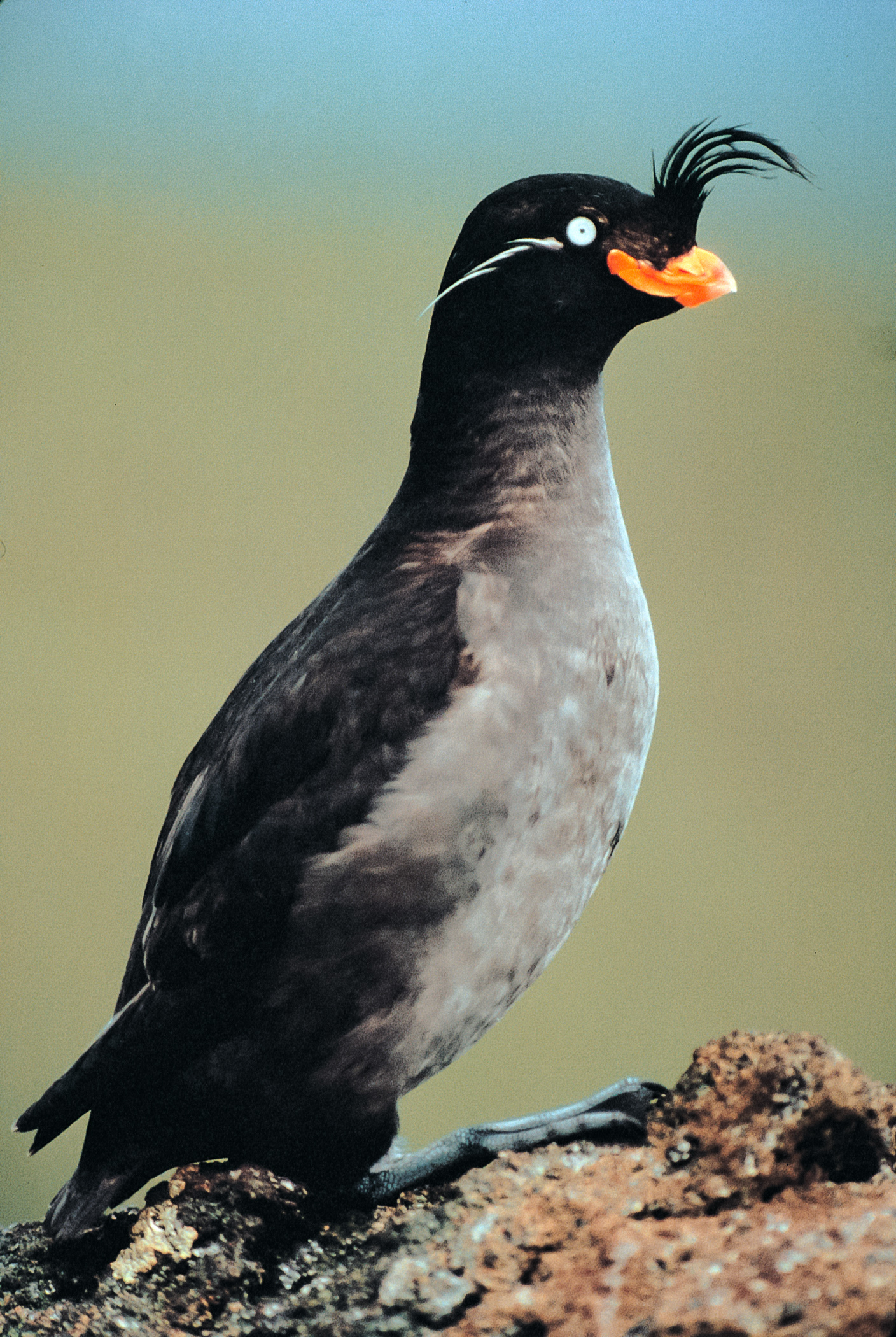
Велика конюга (Aethia cristatella)
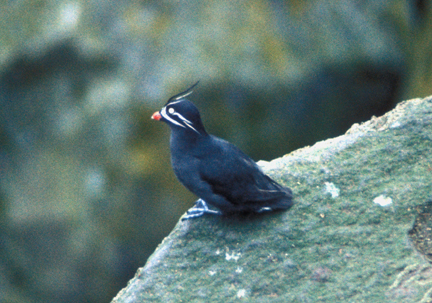
Мала конюга (Aethia pygmaea)
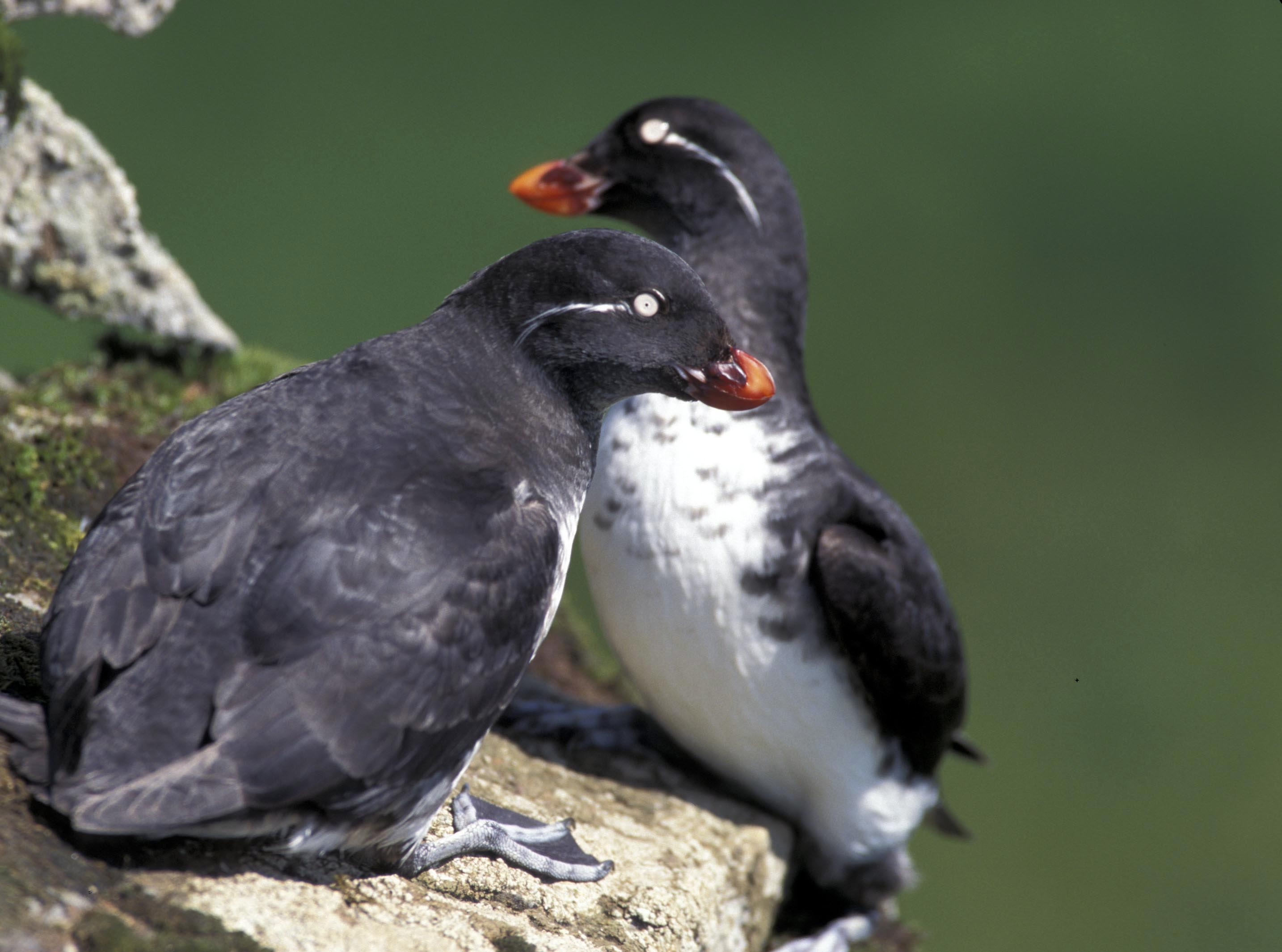
Білочерева конюга (Aethia psittacula)

## Поширення та чисельність

### Чисельність
Рахувати популяцію конюг складно, оскільки їхні гнізда заховані глибоко в ущелинах. Але науковці мають приблизну кількість птахів кожного виду:
- Конюга-крихітка: 20 000 000+
- Конюга мала: 100 000—250 000
- Конюга велика: 5 000 000 — 10 000 000
- Конюга білочерева: 1 000 000 — 2 000 000

### Шлюбний сезон
Конюги є ендеміками північного Тихого океану і моря Охотських, також є чисельні колонії в Азії на Курильських і Командорських островах, в прибережних зонах Камчатського і Чукотського півостровів. У Північній Америці, великі колонії спостерігаються від Алеутських островів до Аляскинської затоки і на північ до островів Берингового моря.

### Поширення в негніздовий сезон
Про зимове поширення конюг відомо мало. Малі конюги, схоже, проводять час недалеко від своїх літніх колоній, тому часто спостерігаються на Алеутських островах. Конюги з півночі Берингового моря мусять мігнувати далі на південь, оскільки їхні колонії взимку оточені паковими льодами.

## Розмноження

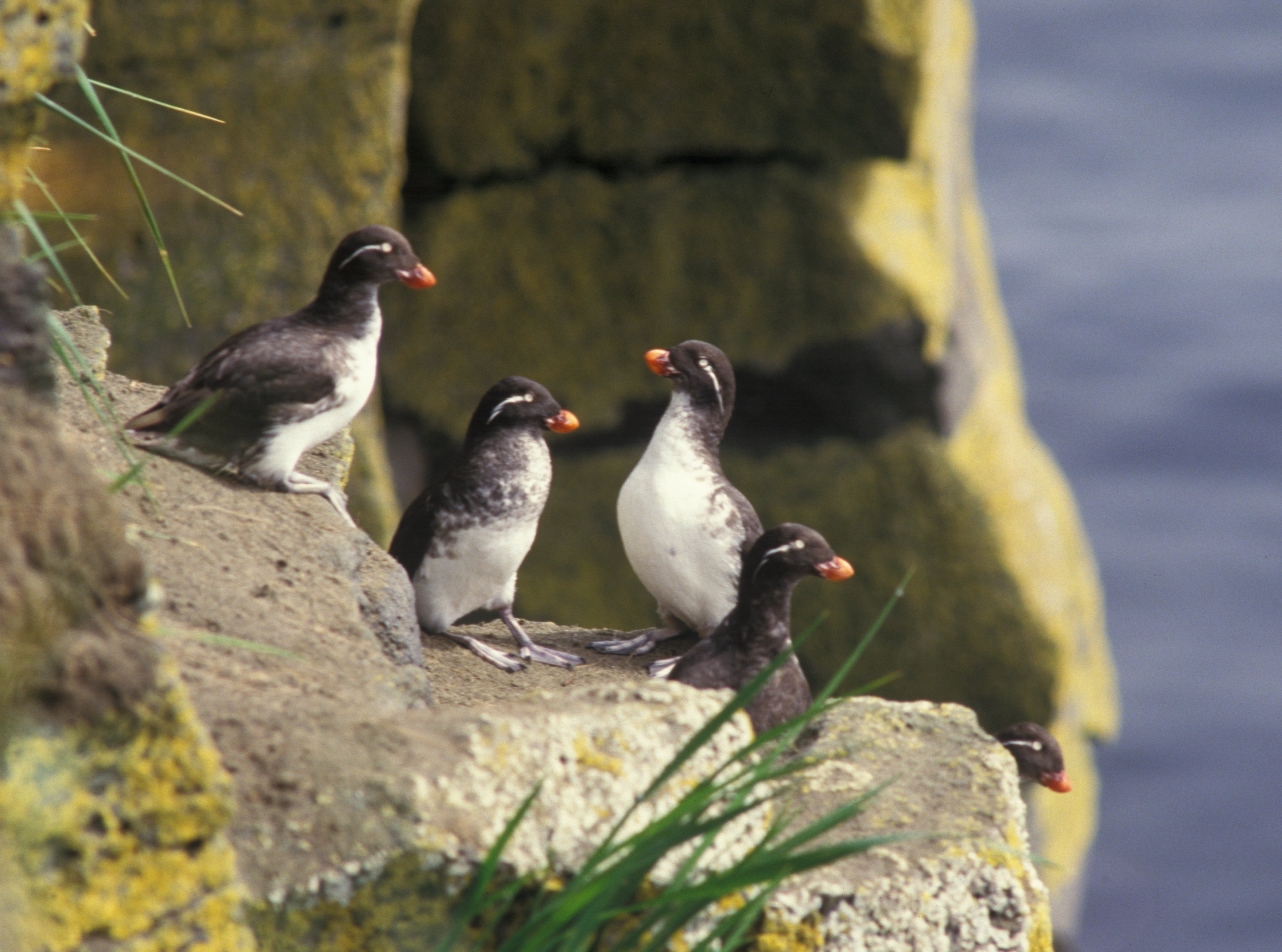
Конюга білочерева

Конюги зазвичай дуже соціальні та гніздяться у щільних колоніях. Кожен вид має прикраси з довгого пір'я на голові. Великі та малі конюги виділяють спеціальний мандариновий запах в шлюбний період. Пір'я і запах відіграють роль у сексуальному відборі, та розпізнаванні видів. Однак потребують подальшого дослідження.
Всі конюги відкладають одне яйце в природній ущелині й насиджують його 25-36 днів. Своє напіввиводкове пташеня батьки вигодовуватимуть наступні 25-35 днів. Статева зрілість у конюг наступає на 3-5 році. Розмір колонії варіюється від 100 особин до 1 мільйону. Великі конюги і конюги-крихітки схильні гніздитися в з більшою щільністю, ніж білочереві та малі конюги.

## Живлення
Конюги переважно живляться планктом: їдять веслоногих раків, криль та інших безхребетних, таких як медузи і реброплави. Зимовий раціон птахів ще не вивчений.

## Загрози
Конюги страждають від інвазивних видів, таких як песець (Vulpes lagopus), пацюк сірий (Rattus norvegicus).